# 薩克森-科堡-薩爾費爾德的夏洛特·威廉明妮公主
夏洛特·威廉明妮（德語：Charlotte Wilhelmine von Sachsen-Coburg-Saalfeld，1685年6月14日—1767年4月5日），哈瑙-明岑貝格伯爵夫人，薩克森-科堡-薩爾費爾德公爵約翰·恩斯特的女兒。

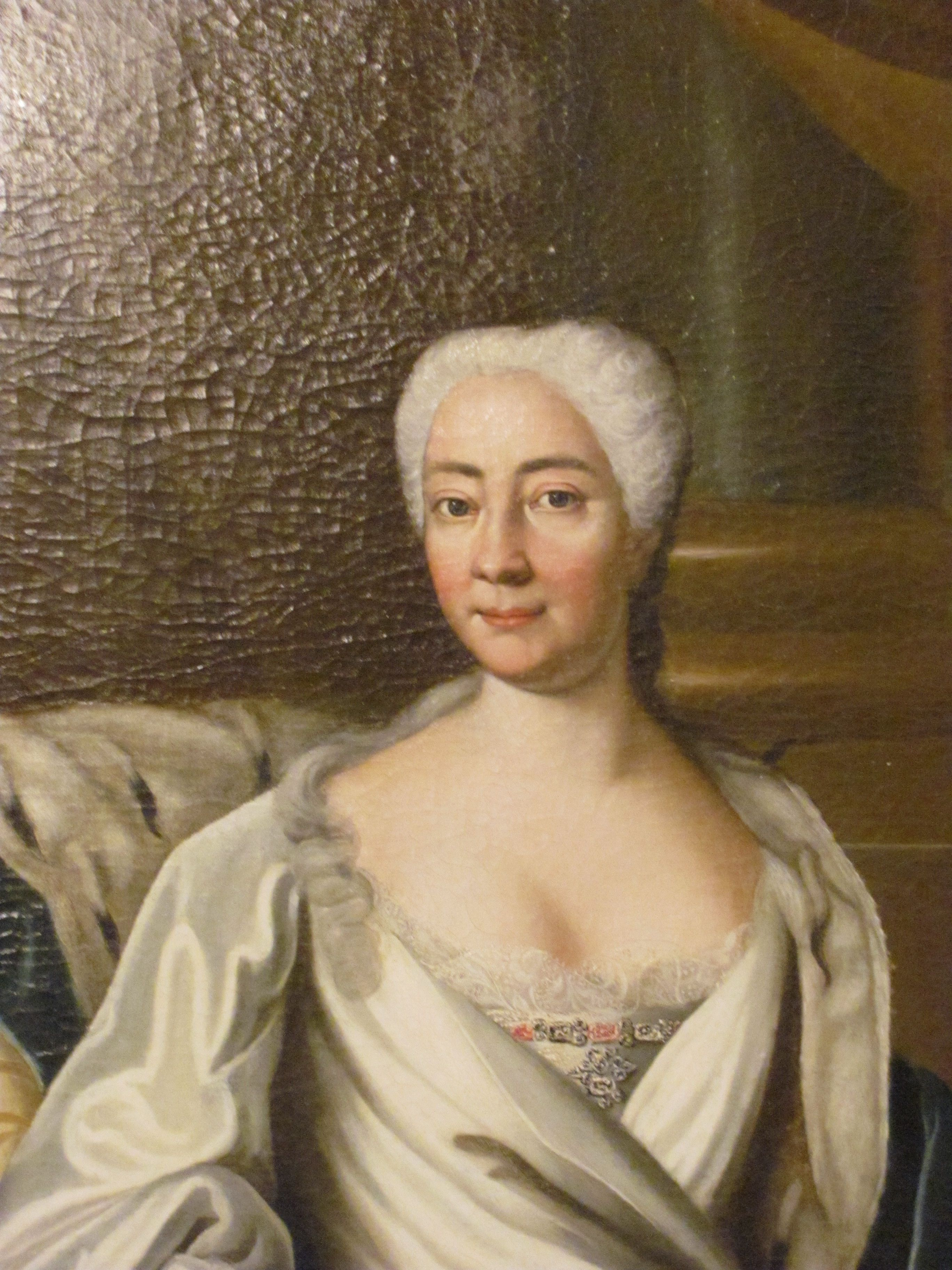

1705年，夏洛特·威廉明妮與哈瑙-明岑貝格伯爵菲利普·萊因哈德結婚，兩人沒有子女。1767年，夏洛特·威廉明妮於哈瑙去世。